# Astronomija u 164. pr. Kr.
◄◄ | ◄ | 167. pr. Kr. | 166. pr. Kr. | 165. pr. Kr. | 164. pr. Kr.  | 163. pr. Kr. | 162. pr. Kr. | 161. pr. Kr. | ► | ►►
Astronomija
Astronomija u 164. pr. Kr.

## Astronomske pojave
- Halleyjev komet prvi put zabilježen u babilonskim pločicama. Iz podataka pisanih klinastim pismom prolazak datira između 21. listopada do 19. studenoga.[1]

## Vanjske poveznice
|  | Zajednički poslužitelj ima još gradiva o temi Astronomija u 164. pr. Kr. |